# Andrioniškis
Andrioniškis (in polacco Androniszki) è una città del distretto di Anykščiai della contea di Utena, nel nord-est della Lituania. Secondo un censimento del 2011, la popolazione ammonta a 229 abitanti. L'insediamento è molto vicino al fiume Šventoji e non molto distante da Troškūnai e Viešintos.
È il centro abitato di dimensioni maggiori dell’omonima seniūnija.

## Storia

### Dal 1600 al 1900

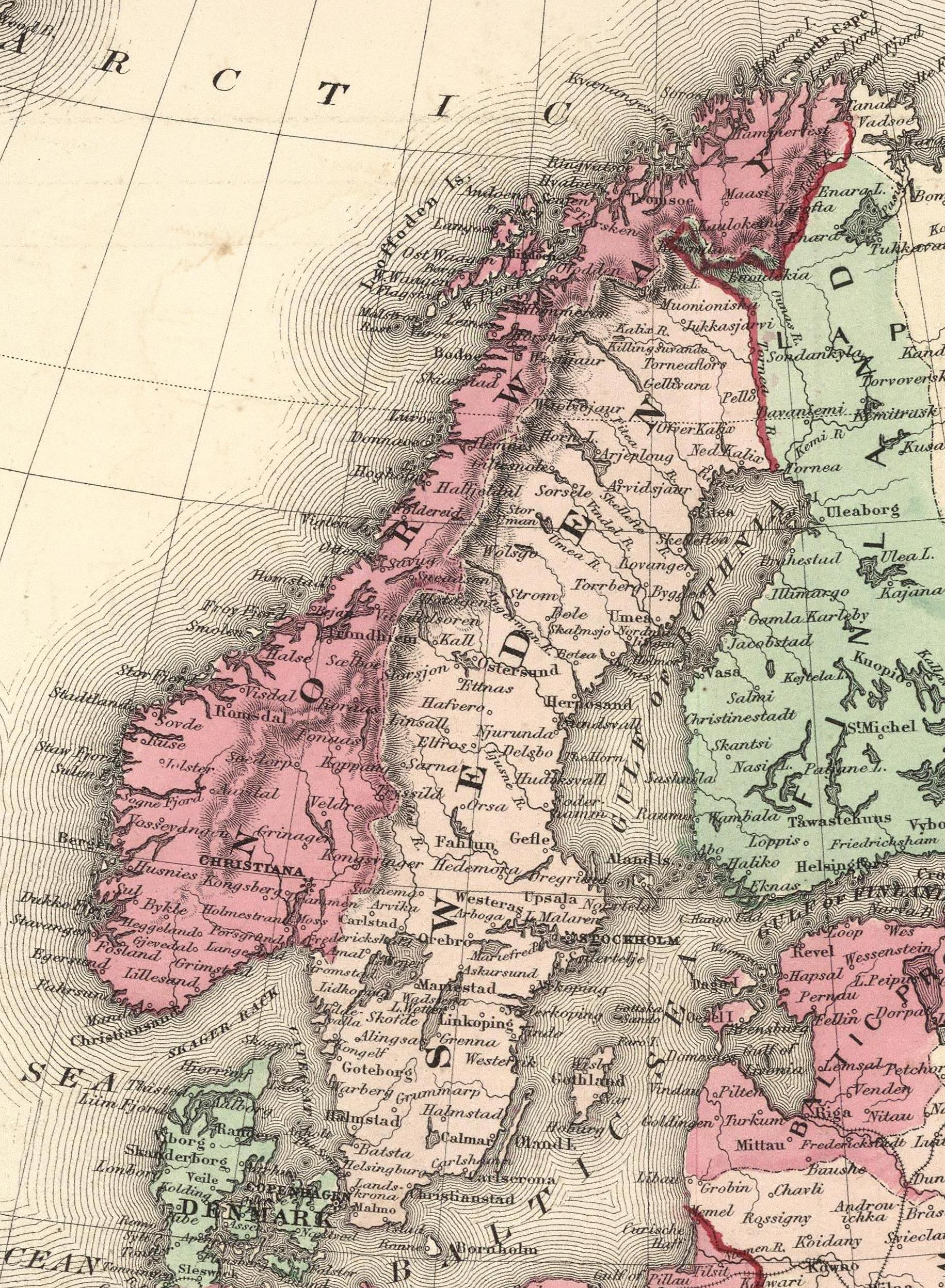
La città è contrassegnata come "Androuichka" su una mappa di Alvin Jewett Johnson del 1864

Il nome Andrioniškis viene menzionato per la prima volta in atti ufficiali nel 1672.
La comunità locale partecipò ai moti del 1830-1831.
Nel periodo in cui fu attivo il bando della stampa lituana (1865-1904), sia ad Andrioniškis che nelle zone circostanti furono aperte delle scuole segrete. Una delle fattorie locali, Didžiuliai, era dotata di un negozio segreto di stampe lituane. Libri, giornali e calendari lituani furono distribuiti in tutta la Lituania settentrionale con l'aiuto dei contrabbandieri di libri.

### XX secolo

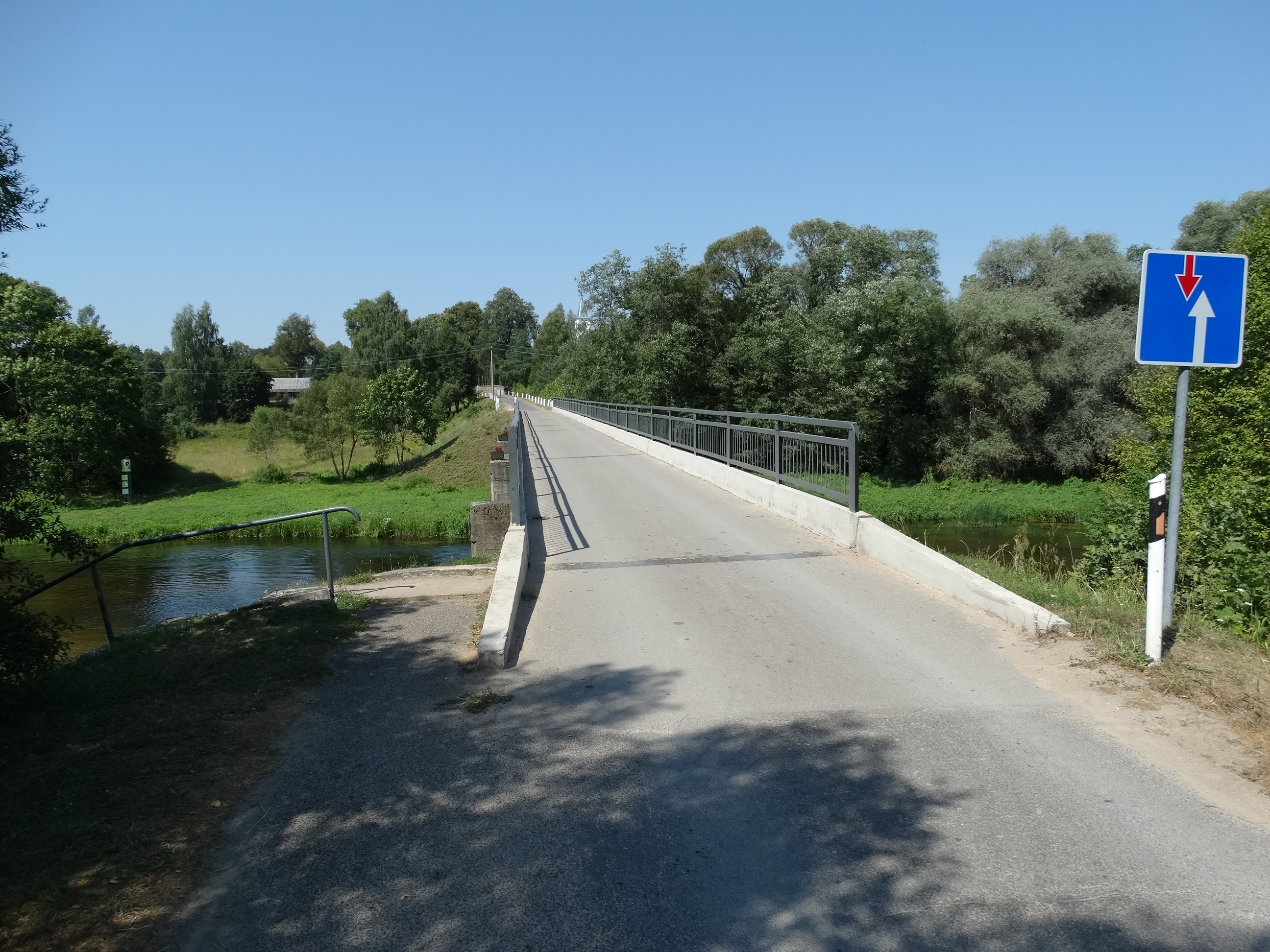
Ponte sopra lo Šventoji

Nei primi anni del Novecento, sulla spinta anche di movimenti nazionalisti lituani, furono messe in atti diverse proposte volte ad abolire il bando e ad ottenere l'indipendenza. La parrocchia di Andrioniškis si schierò apertamente quella che veniva definita “oppressione nazionale”.
Presto, i soldati russi furono inviati per sedare e arrestare gli occupanti. 
Nel 1919 e il 1920 un gran numero di andrionisti partecipò alla lotta per l'indipendenza. 
Nel 1929, cadde un meteorite (Padvarninkai) nel centro abitato.
Durante la rivolta di giugno del 1941, 43 abitanti di Andrioniškis si unirono a un gruppo partigiano che combatté contro i sovietici. Questa squadra fu la meno giovane dei gruppi che si formarono nel distretto di Utena (l'età media era di 34,8 anni).
I Fratelli della foresta operarono segretamente da quando iniziò la seconda occupazione sovietica a quando nel gennaio del 1945 l'NKVD avviò la repressione di queste rivolte. Tra i villaggi bruciati, rientra anche quello di Andrioniškis, definita come la capitale partigiana dell'area.
Dopo la seconda guerra mondiale, il centro abitato riacquisì di nuovo pian piano importanza e divenne sede di fattorie collettive.
Dall'inizio degli anni 2000, Andrioniškis è il capoluogo della seniūnija locale.
Dal 2011, lo stemma cittadino è divenuto quello ufficiale.